# Deutschland Tour 2023
Deutschland Tour 2023 var den 37. udgave af det tyske etapeløb Deutschland Tour. Cykelløbets prolog og fire etaper blev kørt over 724,3 km fra 23. august med start i Sankt Wendel, til 27. august 2023 hvor det sluttede i Bremen. Løbet var en del af UCI ProSeries 2023.
Samlet vinder blev belgiske Ilan Van Wilder fra Soudal Quick-Step.

## Etaperne
| Etape    | Dato     | Start – Mål                 | type          | Afstand (km) | Elevation (m) | Etapevinder       | Førende rytter  |
| -------- | -------- | --------------------------- | ------------- | ------------ | ------------- | ----------------- | --------------- |
| Prolog   | 23. aug. | Sankt Wendel – Sankt Wendel | prolog        | 2,3          | 15 m          | Ethan Vernon      | Ethan Vernon    |
| 1. etape | 24. aug. | Sankt Wendel – Merzig       | kuperet etape | 178          | 2.600 m       | Ilan Van Wilder   | Ilan Van Wilder |
| 2. etape | 25. aug. | Kassel – Winterberg         | kuperet etape | 190          | 3.293 m       | Gregor Mühlberger | Ilan Van Wilder |
| 3. etape | 26. aug. | Arnsberg – Essen            | kuperet etape | 174          | 2.154 m       | Madis Mihkels     | Ilan Van Wilder |
| 4. etape | 27. aug. | Hannover – Bremen           | flad etape    | 180          | 455 m         | Arvid de Kleijn   | Ilan Van Wilder |

### Prolog
| Sankt Wendel - Sankt Wendel | prolog | (2,3 km) |

| \| Etaperesultat \| Etaperesultat \| Etaperesultat \| Etaperesultat \| Etaperesultat \| \| Rytter \| Rytter \| Hold \| Tid \| \| \| ------------- \| ---------------- \| ------------------------ \| ------------- \| ------------- \| \| 1. \| Ethan Vernon \| Soudal Quick-Step \| 2' 23" \| \| \| 2. \| Mads Pedersen \| Lidl-Trek \| + 1" \| \| \| 3. \| Maikel Zijlaard \| Tudor Pro Cycling Team \| + 3" \| \| \| 4. \| Danny van Poppel \| Bora-Hansgrohe \| + 3" \| \| \| 5. \| Nils Politt \| Bora-Hansgrohe \| + 3" \| \| \| 6. \| Jannik Steimle \| Soudal Quick-Step \| + 4" \| \| \| 7. \| Rasmus Tiller \| Uno-X Pro Cycling Team \| + 5" \| \| \| 8. \| Madis Mihkels \| Intermarché-Circus-Wanty \| + 5" \| \| \| 9. \| Sam Bennett \| Bora-Hansgrohe \| + 5" \| \| \| 10. \| Marco Haller \| Bora-Hansgrohe \| + 6" \| \| |                  |                          |        |
| |                  |                          |        |
| Kilde: ProCyclingStats |                  |                          |        |
| Etaperesultat |                  |                          |        |
| Rytter | Rytter           | Hold                     | Tid    |
| 1. | Ethan Vernon     | Soudal Quick-Step        | 2' 23" |
| 2. | Mads Pedersen    | Lidl-Trek                | + 1"   |
| 3. | Maikel Zijlaard  | Tudor Pro Cycling Team   | + 3"   |
| 4. | Danny van Poppel | Bora-Hansgrohe           | + 3"   |
| 5. | Nils Politt      | Bora-Hansgrohe           | + 3"   |
| 6. | Jannik Steimle   | Soudal Quick-Step        | + 4"   |
| 7. | Rasmus Tiller    | Uno-X Pro Cycling Team   | + 5"   |
| 8. | Madis Mihkels    | Intermarché-Circus-Wanty | + 5"   |
| 9. | Sam Bennett      | Bora-Hansgrohe           | + 5"   |
| 10. | Marco Haller     | Bora-Hansgrohe           | + 6"   |

| \| Samlede stilling \| Samlede stilling \| Samlede stilling \| Samlede stilling \| Samlede stilling \| \| Rytter \| Rytter \| Hold \| Tid \| \| \| ---------------- \| ---------------- \| ------------------------ \| ---------------- \| ---------------- \| \| 1. \| Ethan Vernon \| Soudal Quick-Step \| 2' 23" \| \| \| 2. \| Mads Pedersen \| Lidl-Trek \| + 1" \| \| \| 3. \| Maikel Zijlaard \| Tudor Pro Cycling Team \| + 3" \| \| \| 4. \| Danny van Poppel \| Bora-Hansgrohe \| + 3" \| \| \| 5. \| Nils Politt \| Bora-Hansgrohe \| + 3" \| \| \| 6. \| Jannik Steimle \| Soudal Quick-Step \| + 4" \| \| \| 7. \| Rasmus Tiller \| Uno-X Pro Cycling Team \| + 5" \| \| \| 8. \| Madis Mihkels \| Intermarché-Circus-Wanty \| + 5" \| \| \| 9. \| Sam Bennett \| Bora-Hansgrohe \| + 5" \| \| \| 10. \| Marco Haller \| Bora-Hansgrohe \| + 6" \| \| |                  |                          |        |
| |                  |                          |        |
| Kilde: ProCyclingStats |                  |                          |        |
| Samlede stilling |                  |                          |        |
| Rytter | Rytter           | Hold                     | Tid    |
| 1. | Ethan Vernon     | Soudal Quick-Step        | 2' 23" |
| 2. | Mads Pedersen    | Lidl-Trek                | + 1"   |
| 3. | Maikel Zijlaard  | Tudor Pro Cycling Team   | + 3"   |
| 4. | Danny van Poppel | Bora-Hansgrohe           | + 3"   |
| 5. | Nils Politt      | Bora-Hansgrohe           | + 3"   |
| 6. | Jannik Steimle   | Soudal Quick-Step        | + 4"   |
| 7. | Rasmus Tiller    | Uno-X Pro Cycling Team   | + 5"   |
| 8. | Madis Mihkels    | Intermarché-Circus-Wanty | + 5"   |
| 9. | Sam Bennett      | Bora-Hansgrohe           | + 5"   |
| 10. | Marco Haller     | Bora-Hansgrohe           | + 6"   |

### 1. etape
| Sankt Wendel - Merzig | kuperet etape | (178 km) |

| \| Etaperesultat \| Etaperesultat \| Etaperesultat \| Etaperesultat \| Etaperesultat \| \| Rytter \| Rytter \| Hold \| Tid \| \| \| ------------- \| ------------------- \| ------------------- \| ------------- \| ------------- \| \| 1. \| Ilan Van Wilder \| Soudal Quick-Step \| 4t 17' 39" \| \| \| 2. \| Felix Großschartner \| UAE Team Emirates \| + 0" \| \| \| 3. \| Pavel Sivakov \| Ineos Grenadiers \| + 0" \| \| \| 4. \| Kevin Vermaerke \| Team DSM-Firmenich \| + 3" \| \| \| 5. \| Pello Bilbao \| Bahrain Victorious \| + 3" \| \| \| 6. \| Dylan Teuns \| Israel-Premier Tech \| + 3" \| \| \| 7. \| Danny van Poppel \| Bora-Hansgrohe \| + 10" \| \| \| 8. \| Ethan Vernon \| Soudal Quick-Step \| + 10" \| \| \| 9. \| Nikias Arndt \| Bahrain Victorious \| + 10" \| \| \| 10. \| Alex Kirsch \| Lidl-Trek \| + 10" \| \| |                     |                     |            |
| |                     |                     |            |
| Kilde: ProCyclingStats |                     |                     |            |
| Etaperesultat |                     |                     |            |
| Rytter | Rytter              | Hold                | Tid        |
| 1. | Ilan Van Wilder     | Soudal Quick-Step   | 4t 17' 39" |
| 2. | Felix Großschartner | UAE Team Emirates   | + 0"       |
| 3. | Pavel Sivakov       | Ineos Grenadiers    | + 0"       |
| 4. | Kevin Vermaerke     | Team DSM-Firmenich  | + 3"       |
| 5. | Pello Bilbao        | Bahrain Victorious  | + 3"       |
| 6. | Dylan Teuns         | Israel-Premier Tech | + 3"       |
| 7. | Danny van Poppel    | Bora-Hansgrohe      | + 10"      |
| 8. | Ethan Vernon        | Soudal Quick-Step   | + 10"      |
| 9. | Nikias Arndt        | Bahrain Victorious  | + 10"      |
| 10. | Alex Kirsch         | Lidl-Trek           | + 10"      |

| \| Samlede stilling \| Samlede stilling \| Samlede stilling \| Samlede stilling \| Samlede stilling \| \| Rytter \| Rytter \| Hold \| Tid \| \| \| ---------------- \| ------------------- \| ---------------------- \| ---------------- \| ---------------- \| \| 1. \| Ilan Van Wilder \| Soudal Quick-Step \| 4t 19' 56" \| \| \| 2. \| Felix Großschartner \| UAE Team Emirates \| + 9" \| \| \| 3. \| Pavel Sivakov \| Ineos Grenadiers \| + 10" \| \| \| 4. \| Ethan Vernon \| Soudal Quick-Step \| + 16" \| \| \| 5. \| Danny van Poppel \| Bora-Hansgrohe \| + 19" \| \| \| 6. \| Nils Politt \| Bora-Hansgrohe \| + 19" \| \| \| 7. \| Pello Bilbao \| Bahrain Victorious \| + 20" \| \| \| 8. \| Kevin Vermaerke \| Team DSM-Firmenich \| + 21" \| \| \| 9. \| Dylan Teuns \| Israel-Premier Tech \| + 21" \| \| \| 10. \| Rasmus Tiller \| Uno-X Pro Cycling Team \| + 21" \| \| |                     |                        |            |
| |                     |                        |            |
| Kilde: ProCyclingStats |                     |                        |            |
| Samlede stilling |                     |                        |            |
| Rytter | Rytter              | Hold                   | Tid        |
| 1. | Ilan Van Wilder     | Soudal Quick-Step      | 4t 19' 56" |
| 2. | Felix Großschartner | UAE Team Emirates      | + 9"       |
| 3. | Pavel Sivakov       | Ineos Grenadiers       | + 10"      |
| 4. | Ethan Vernon        | Soudal Quick-Step      | + 16"      |
| 5. | Danny van Poppel    | Bora-Hansgrohe         | + 19"      |
| 6. | Nils Politt         | Bora-Hansgrohe         | + 19"      |
| 7. | Pello Bilbao        | Bahrain Victorious     | + 20"      |
| 8. | Kevin Vermaerke     | Team DSM-Firmenich     | + 21"      |
| 9. | Dylan Teuns         | Israel-Premier Tech    | + 21"      |
| 10. | Rasmus Tiller       | Uno-X Pro Cycling Team | + 21"      |

### 2. etape
| Kassel - Winterberg | kuperet etape | (190 km) |

| \| Etaperesultat \| Etaperesultat \| Etaperesultat \| Etaperesultat \| Etaperesultat \| \| Rytter \| Rytter \| Hold \| Tid \| \| \| ------------- \| ----------------- \| ------------------------ \| ------------- \| ------------- \| \| 1. \| Gregor Mühlberger \| Movistar Team \| 4t 59' 51" \| \| \| 2. \| Alex Aranburu \| Movistar Team \| + 10" \| \| \| 3. \| Kevin Vermaerke \| Team DSM-Firmenich \| + 10" \| \| \| 4. \| Pavel Sivakov \| Ineos Grenadiers \| + 10" \| \| \| 5. \| Ilan Van Wilder \| Soudal Quick-Step \| + 10" \| \| \| 6. \| Danny van Poppel \| Bora-Hansgrohe \| + 10" \| \| \| 7. \| Nils Politt \| Bora-Hansgrohe \| + 10" \| \| \| 8. \| Georg Zimmermann \| Intermarché-Circus-Wanty \| + 10" \| \| \| 9. \| Rasmus Tiller \| Uno-X Pro Cycling Team \| + 10" \| \| \| 10. \| Mathias Vacek \| Lidl-Trek \| + 10" \| \| |                   |                          |            |
| |                   |                          |            |
| Kilde: ProCyclingStats |                   |                          |            |
| Etaperesultat |                   |                          |            |
| Rytter | Rytter            | Hold                     | Tid        |
| 1. | Gregor Mühlberger | Movistar Team            | 4t 59' 51" |
| 2. | Alex Aranburu     | Movistar Team            | + 10"      |
| 3. | Kevin Vermaerke   | Team DSM-Firmenich       | + 10"      |
| 4. | Pavel Sivakov     | Ineos Grenadiers         | + 10"      |
| 5. | Ilan Van Wilder   | Soudal Quick-Step        | + 10"      |
| 6. | Danny van Poppel  | Bora-Hansgrohe           | + 10"      |
| 7. | Nils Politt       | Bora-Hansgrohe           | + 10"      |
| 8. | Georg Zimmermann  | Intermarché-Circus-Wanty | + 10"      |
| 9. | Rasmus Tiller     | Uno-X Pro Cycling Team   | + 10"      |
| 10. | Mathias Vacek     | Lidl-Trek                | + 10"      |

| \| Samlede stilling \| Samlede stilling \| Samlede stilling \| Samlede stilling \| Samlede stilling \| \| Rytter \| Rytter \| Hold \| Tid \| \| \| ---------------- \| ------------------- \| ---------------------- \| ---------------- \| ---------------- \| \| 1. \| Ilan Van Wilder \| Soudal Quick-Step \| 9t 19' 54" \| \| \| 2. \| Felix Großschartner \| UAE Team Emirates \| + 11" \| \| \| 3. \| Pavel Sivakov \| Ineos Grenadiers \| + 13" \| \| \| 4. \| Kevin Vermaerke \| Team DSM-Firmenich \| + 18" \| \| \| 5. \| Alex Aranburu \| Movistar Team \| + 19" \| \| \| 6. \| Danny van Poppel \| Bora-Hansgrohe \| + 22" \| \| \| 7. \| Nils Politt \| Bora-Hansgrohe \| + 22" \| \| \| 8. \| Pello Bilbao \| Bahrain Victorious \| + 23" \| \| \| 9. \| Dylan Teuns \| Israel-Premier Tech \| + 24" \| \| \| 10. \| Rasmus Tiller \| Uno-X Pro Cycling Team \| + 24" \| \| |                     |                        |            |
| |                     |                        |            |
| Kilde: ProCyclingStats |                     |                        |            |
| Samlede stilling |                     |                        |            |
| Rytter | Rytter              | Hold                   | Tid        |
| 1. | Ilan Van Wilder     | Soudal Quick-Step      | 9t 19' 54" |
| 2. | Felix Großschartner | UAE Team Emirates      | + 11"      |
| 3. | Pavel Sivakov       | Ineos Grenadiers       | + 13"      |
| 4. | Kevin Vermaerke     | Team DSM-Firmenich     | + 18"      |
| 5. | Alex Aranburu       | Movistar Team          | + 19"      |
| 6. | Danny van Poppel    | Bora-Hansgrohe         | + 22"      |
| 7. | Nils Politt         | Bora-Hansgrohe         | + 22"      |
| 8. | Pello Bilbao        | Bahrain Victorious     | + 23"      |
| 9. | Dylan Teuns         | Israel-Premier Tech    | + 24"      |
| 10. | Rasmus Tiller       | Uno-X Pro Cycling Team | + 24"      |

### 3. etape
| Arnsberg - Essen | kuperet etape | (174 km) |

| \| Etaperesultat \| Etaperesultat \| Etaperesultat \| Etaperesultat \| Etaperesultat \| \| Rytter \| Rytter \| Hold \| Tid \| \| \| ------------- \| ------------------ \| ------------------------ \| ------------- \| ------------- \| \| 1. \| Madis Mihkels \| Intermarché-Circus-Wanty \| 3t 59' 49" \| \| \| 2. \| Danny van Poppel \| Bora-Hansgrohe \| + 0" \| \| \| 3. \| Quinten Hermans \| Alpecin-Deceuninck \| + 0" \| \| \| 4. \| Phil Bauhaus \| Bahrain Victorious \| + 0" \| \| \| 5. \| Ethan Vernon \| Soudal Quick-Step \| + 0" \| \| \| 6. \| Émilien Jeannière \| TotalEnergies \| + 0" \| \| \| 7. \| Alex Aranburu \| Movistar Team \| + 0" \| \| \| 8. \| Rick Zabel \| Israel-Premier Tech \| + 0" \| \| \| 9. \| Mads Pedersen \| Lidl-Trek \| + 0" \| \| \| 10. \| Gianluca Brambilla \| Q36.5 Pro Cycling Team \| + 0" \| \| |                    |                          |            |
| |                    |                          |            |
| Kilde: ProCyclingStats |                    |                          |            |
| Etaperesultat |                    |                          |            |
| Rytter | Rytter             | Hold                     | Tid        |
| 1. | Madis Mihkels      | Intermarché-Circus-Wanty | 3t 59' 49" |
| 2. | Danny van Poppel   | Bora-Hansgrohe           | + 0"       |
| 3. | Quinten Hermans    | Alpecin-Deceuninck       | + 0"       |
| 4. | Phil Bauhaus       | Bahrain Victorious       | + 0"       |
| 5. | Ethan Vernon       | Soudal Quick-Step        | + 0"       |
| 6. | Émilien Jeannière  | TotalEnergies            | + 0"       |
| 7. | Alex Aranburu      | Movistar Team            | + 0"       |
| 8. | Rick Zabel         | Israel-Premier Tech      | + 0"       |
| 9. | Mads Pedersen      | Lidl-Trek                | + 0"       |
| 10. | Gianluca Brambilla | Q36.5 Pro Cycling Team   | + 0"       |

| \| Samlede stilling \| Samlede stilling \| Samlede stilling \| Samlede stilling \| Samlede stilling \| \| Rytter \| Rytter \| Hold \| Tid \| \| \| ---------------- \| ------------------- \| ---------------------- \| ---------------- \| ---------------- \| \| 1. \| Ilan Van Wilder \| Soudal Quick-Step \| 13t 19' 46" \| \| \| 2. \| Felix Großschartner \| UAE Team Emirates \| + 11" \| \| \| 3. \| Pavel Sivakov \| Ineos Grenadiers \| + 13" \| \| \| 4. \| Danny van Poppel \| Bora-Hansgrohe \| + 16" \| \| \| 5. \| Alex Aranburu \| Movistar Team \| + 17" \| \| \| 6. \| Kevin Vermaerke \| Team DSM-Firmenich \| + 18" \| \| \| 7. \| Rasmus Tiller \| Uno-X Pro Cycling Team \| + 21" \| \| \| 8. \| Nils Politt \| Bora-Hansgrohe \| + 22" \| \| \| 9. \| Dylan Teuns \| Israel-Premier Tech \| + 23" \| \| \| 10. \| Quinten Hermans \| Alpecin-Deceuninck \| + 23" \| \| |                     |                        |             |
| |                     |                        |             |
| Kilde: ProCyclingStats |                     |                        |             |
| Samlede stilling |                     |                        |             |
| Rytter | Rytter              | Hold                   | Tid         |
| 1. | Ilan Van Wilder     | Soudal Quick-Step      | 13t 19' 46" |
| 2. | Felix Großschartner | UAE Team Emirates      | + 11"       |
| 3. | Pavel Sivakov       | Ineos Grenadiers       | + 13"       |
| 4. | Danny van Poppel    | Bora-Hansgrohe         | + 16"       |
| 5. | Alex Aranburu       | Movistar Team          | + 17"       |
| 6. | Kevin Vermaerke     | Team DSM-Firmenich     | + 18"       |
| 7. | Rasmus Tiller       | Uno-X Pro Cycling Team | + 21"       |
| 8. | Nils Politt         | Bora-Hansgrohe         | + 22"       |
| 9. | Dylan Teuns         | Israel-Premier Tech    | + 23"       |
| 10. | Quinten Hermans     | Alpecin-Deceuninck     | + 23"       |

### 4. etape
| Hannover - Bremen | flad etape | (180 km) |

| \| Etaperesultat \| Etaperesultat \| Etaperesultat \| Etaperesultat \| Etaperesultat \| \| Rytter \| Rytter \| Hold \| Tid \| \| \| ------------- \| ------------------ \| ---------------------- \| ------------- \| ------------- \| \| 1. \| Arvid de Kleijn \| Tudor Pro Cycling Team \| 3t 41' 35" \| \| \| 2. \| Phil Bauhaus \| Bahrain Victorious \| + 0" \| \| \| 3. \| Marius Mayrhofer \| Team DSM-Firmenich \| + 0" \| \| \| 4. \| Émilien Jeannière \| TotalEnergies \| + 0" \| \| \| 5. \| Rüdiger Selig \| Lotto Dstny \| + 0" \| \| \| 6. \| Ethan Vernon \| Soudal Quick-Step \| + 0" \| \| \| 7. \| Pascal Ackermann \| UAE Team Emirates \| + 0" \| \| \| 8. \| Matteo Moschetti \| Q36.5 Pro Cycling Team \| + 0" \| \| \| 9. \| Sam Bennett \| Bora-Hansgrohe \| + 0" \| \| \| 10. \| Natnael Tesfatsion \| Lidl-Trek \| + 0" \| \| |                    |                        |            |
| |                    |                        |            |
| Kilde: ProCyclingStats |                    |                        |            |
| Etaperesultat |                    |                        |            |
| Rytter | Rytter             | Hold                   | Tid        |
| 1. | Arvid de Kleijn    | Tudor Pro Cycling Team | 3t 41' 35" |
| 2. | Phil Bauhaus       | Bahrain Victorious     | + 0"       |
| 3. | Marius Mayrhofer   | Team DSM-Firmenich     | + 0"       |
| 4. | Émilien Jeannière  | TotalEnergies          | + 0"       |
| 5. | Rüdiger Selig      | Lotto Dstny            | + 0"       |
| 6. | Ethan Vernon       | Soudal Quick-Step      | + 0"       |
| 7. | Pascal Ackermann   | UAE Team Emirates      | + 0"       |
| 8. | Matteo Moschetti   | Q36.5 Pro Cycling Team | + 0"       |
| 9. | Sam Bennett        | Bora-Hansgrohe         | + 0"       |
| 10. | Natnael Tesfatsion | Lidl-Trek              | + 0"       |

## Trøjernes fordeling gennem løbet
| Etape    |               | Vinder _          | Samlede stilling | Pointtrøje      | Bjergtrøje     | Ungdomstrøje    | Holdkonkurrence _ |
| -------- | ------------- | ----------------- | ---------------- | --------------- | -------------- | --------------- | ----------------- |
| Prolog   | prolog        | Ethan Vernon      | Ethan Vernon     | Ethan Vernon    | ikke uddelt    | Ethan Vernon    | Soudal Quick-Step |
| 1. etape | kuperet etape | Ilan Van Wilder   | Ilan Van Wilder  | Ethan Vernon    | Harm Vanhoucke | Ilan Van Wilder | Soudal Quick-Step |
| 2. etape | kuperet etape | Gregor Mühlberger | Ilan Van Wilder  | Ilan Van Wilder | Harm Vanhoucke | Ilan Van Wilder | UAE Team Emirates |
| 3. etape | kuperet etape | Madis Mihkels     | Ilan Van Wilder  | Ethan Vernon    | Harm Vanhoucke | Ilan Van Wilder | UAE Team Emirates |
| 4. etape | flad etape    | Arvid de Kleijn   | Ilan Van Wilder  | Ethan Vernon    | Harm Vanhoucke | Ilan Van Wilder | UAE Team Emirates |
| Samlet   | Samlet        |                   | Ilan Van Wilder  | Ethan Vernon    | Harm Vanhoucke | Ilan Van Wilder | UAE Team Emirates |

## Resultater
| \| Samlede stilling \| Samlede stilling \| Samlede stilling \| Samlede stilling \| Samlede stilling \| \| Rytter \| Rytter \| Hold \| Tid \| \| \| ---------------- \| ------------------- \| ---------------------- \| ---------------- \| ---------------- \| \| 1. \| Ilan Van Wilder \| Soudal Quick-Step \| 17t 01' 18" \| \| \| 2. \| Felix Großschartner \| UAE Team Emirates \| + 11" \| \| \| 3. \| Danny van Poppel \| Bora-Hansgrohe \| + 13" \| \| \| 4. \| Pavel Sivakov \| Ineos Grenadiers \| + 13" \| \| \| 5. \| Alex Aranburu \| Movistar Team \| + 17" \| \| \| 6. \| Kevin Vermaerke \| Team DSM-Firmenich \| + 18" \| \| \| 7. \| Rasmus Tiller \| Uno-X Pro Cycling Team \| + 20" \| \| \| 8. \| Quinten Hermans \| Alpecin-Deceuninck \| + 21" \| \| \| 9. \| Nils Politt \| Bora-Hansgrohe \| + 22" \| \| \| 10. \| Dylan Teuns \| Israel-Premier Tech \| + 23" \| \| |                     |                        |             |
| |                     |                        |             |
| Kilde: ProCyclingStats |                     |                        |             |
| Samlede stilling |                     |                        |             |
| Rytter | Rytter              | Hold                   | Tid         |
| 1. | Ilan Van Wilder     | Soudal Quick-Step      | 17t 01' 18" |
| 2. | Felix Großschartner | UAE Team Emirates      | + 11"       |
| 3. | Danny van Poppel    | Bora-Hansgrohe         | + 13"       |
| 4. | Pavel Sivakov       | Ineos Grenadiers       | + 13"       |
| 5. | Alex Aranburu       | Movistar Team          | + 17"       |
| 6. | Kevin Vermaerke     | Team DSM-Firmenich     | + 18"       |
| 7. | Rasmus Tiller       | Uno-X Pro Cycling Team | + 20"       |
| 8. | Quinten Hermans     | Alpecin-Deceuninck     | + 21"       |
| 9. | Nils Politt         | Bora-Hansgrohe         | + 22"       |
| 10. | Dylan Teuns         | Israel-Premier Tech    | + 23"       |

| Samlede stilling | Samlede stilling    | Samlede stilling       | Samlede stilling | Samlede stilling |
| Rytter           | Rytter              | Hold                   | Tid              |                  |
| ---------------- | ------------------- | ---------------------- | ---------------- | ---------------- |
| 1.               | Ilan Van Wilder     | Soudal Quick-Step      | 17t 01' 18"      |                  |
| 2.               | Felix Großschartner | UAE Team Emirates      | + 11"            |                  |
| 3.               | Danny van Poppel    | Bora-Hansgrohe         | + 13"            |                  |
| 4.               | Pavel Sivakov       | Ineos Grenadiers       | + 13"            |                  |
| 5.               | Alex Aranburu       | Movistar Team          | + 17"            |                  |
| 6.               | Kevin Vermaerke     | Team DSM-Firmenich     | + 18"            |                  |
| 7.               | Rasmus Tiller       | Uno-X Pro Cycling Team | + 20"            |                  |
| 8.               | Quinten Hermans     | Alpecin-Deceuninck     | + 21"            |                  |
| 9.               | Nils Politt         | Bora-Hansgrohe         | + 22"            |                  |
| 10.              | Dylan Teuns         | Israel-Premier Tech    | + 23"            |                  |

| Pointkonkurrence | Pointkonkurrence  | Pointkonkurrence         | Pointkonkurrence | Pointkonkurrence |
| Rytter           | Rytter            | Hold                     | Point            |                  |
| ---------------- | ----------------- | ------------------------ | ---------------- | ---------------- |
| 1.               | Ethan Vernon      | Soudal Quick-Step        | 39 point         |                  |
| 2.               | Danny van Poppel  | Bora-Hansgrohe           | 28 point         |                  |
| 3.               | Ilan Van Wilder   | Soudal Quick-Step        | 21 point         |                  |
| 4.               | Phil Bauhaus      | Bahrain Victorious       | 19 point         |                  |
| 5.               | Madis Mihkels     | Intermarché-Circus-Wanty | 18 point         |                  |
| 6.               | Pavel Sivakov     | Ineos Grenadiers         | 16 point         |                  |
| 7.               | Alex Aranburu     | Movistar Team            | 16 point         |                  |
| 8.               | Kevin Vermaerke   | Team DSM-Firmenich       | 16 point         |                  |
| 9.               | Gregor Mühlberger | Movistar Team            | 15 point         |                  |
| 10.              | Arvid de Kleijn   | Tudor Pro Cycling Team   | 15 point         |                  |

| Pointkonkurrence | Pointkonkurrence  | Pointkonkurrence         | Pointkonkurrence | Pointkonkurrence |
| Rytter           | Rytter            | Hold                     | Point            |                  |
| ---------------- | ----------------- | ------------------------ | ---------------- | ---------------- |
| 1.               | Ethan Vernon      | Soudal Quick-Step        | 39 point         |                  |
| 2.               | Danny van Poppel  | Bora-Hansgrohe           | 28 point         |                  |
| 3.               | Ilan Van Wilder   | Soudal Quick-Step        | 21 point         |                  |
| 4.               | Phil Bauhaus      | Bahrain Victorious       | 19 point         |                  |
| 5.               | Madis Mihkels     | Intermarché-Circus-Wanty | 18 point         |                  |
| 6.               | Pavel Sivakov     | Ineos Grenadiers         | 16 point         |                  |
| 7.               | Alex Aranburu     | Movistar Team            | 16 point         |                  |
| 8.               | Kevin Vermaerke   | Team DSM-Firmenich       | 16 point         |                  |
| 9.               | Gregor Mühlberger | Movistar Team            | 15 point         |                  |
| 10.              | Arvid de Kleijn   | Tudor Pro Cycling Team   | 15 point         |                  |

| Bjergkonkurrence | Bjergkonkurrence           | Bjergkonkurrence       | Bjergkonkurrence | Bjergkonkurrence |
| Rytter           | Rytter                     | Hold                   | Point            |                  |
| ---------------- | -------------------------- | ---------------------- | ---------------- | ---------------- |
| 1.               | Harm Vanhoucke             | Lotto Dstny            | 7 point          |                  |
| 2.               | Florian Stork              | Team DSM-Firmenich     | 5 point          |                  |
| 3.               | Vincent John               | Rad-Net Oßwald         | 4 point          |                  |
| 4.               | Frank van den Broek        | Team DSM-Firmenich     | 3 point          |                  |
| 5.               | Vinzent Dorn               | Bike Aid               | 3 point          |                  |
| 6.               | Gregor Mühlberger          | Movistar Team          | 3 point          |                  |
| 7.               | Anders Halland Johannessen | Uno-X Pro Cycling Team | 3 point          |                  |
| 8.               | Oscar Riesebeek            | Alpecin-Deceuninck     | 3 point          |                  |
| 9.               | Brandon McNulty            | UAE Team Emirates      | 3 point          |                  |
| 10.              | Gianluca Brambilla         | Q36.5 Pro Cycling Team | 2 point          |                  |

| Bjergkonkurrence | Bjergkonkurrence           | Bjergkonkurrence       | Bjergkonkurrence | Bjergkonkurrence |
| Rytter           | Rytter                     | Hold                   | Point            |                  |
| ---------------- | -------------------------- | ---------------------- | ---------------- | ---------------- |
| 1.               | Harm Vanhoucke             | Lotto Dstny            | 7 point          |                  |
| 2.               | Florian Stork              | Team DSM-Firmenich     | 5 point          |                  |
| 3.               | Vincent John               | Rad-Net Oßwald         | 4 point          |                  |
| 4.               | Frank van den Broek        | Team DSM-Firmenich     | 3 point          |                  |
| 5.               | Vinzent Dorn               | Bike Aid               | 3 point          |                  |
| 6.               | Gregor Mühlberger          | Movistar Team          | 3 point          |                  |
| 7.               | Anders Halland Johannessen | Uno-X Pro Cycling Team | 3 point          |                  |
| 8.               | Oscar Riesebeek            | Alpecin-Deceuninck     | 3 point          |                  |
| 9.               | Brandon McNulty            | UAE Team Emirates      | 3 point          |                  |
| 10.              | Gianluca Brambilla         | Q36.5 Pro Cycling Team | 2 point          |                  |

| Ungdomskonkurrence | Ungdomskonkurrence  | Ungdomskonkurrence     | Ungdomskonkurrence | Ungdomskonkurrence |
| Rytter             | Rytter              | Hold                   | Tid                |                    |
| ------------------ | ------------------- | ---------------------- | ------------------ | ------------------ |
| 1.                 | Ilan Van Wilder     | Soudal Quick-Step      | 17t 01' 18"        |                    |
| 2.                 | Kevin Vermaerke     | Team DSM-Firmenich     | + 18"              |                    |
| 3.                 | Brandon McNulty     | UAE Team Emirates      | + 27"              |                    |
| 4.                 | Mathias Vacek       | Lidl-Trek              | + 28"              |                    |
| 5.                 | Frank van den Broek | Team DSM-Firmenich     | + 30"              |                    |
| 6.                 | Mathieu Burgaudeau  | TotalEnergies          | + 32"              |                    |
| 7.                 | Vinzent Dorn        | Bike Aid               | + 1' 00"           |                    |
| 8.                 | Mattéo Vercher      | TotalEnergies          | + 1' 22"           |                    |
| 9.                 | Rick Pluimers       | Tudor Pro Cycling Team | + 1' 30"           |                    |
| 10.                | Juri Hollmann       | Movistar Team          | + 1' 31"           |                    |

| Ungdomskonkurrence | Ungdomskonkurrence  | Ungdomskonkurrence     | Ungdomskonkurrence | Ungdomskonkurrence |
| Rytter             | Rytter              | Hold                   | Tid                |                    |
| ------------------ | ------------------- | ---------------------- | ------------------ | ------------------ |
| 1.                 | Ilan Van Wilder     | Soudal Quick-Step      | 17t 01' 18"        |                    |
| 2.                 | Kevin Vermaerke     | Team DSM-Firmenich     | + 18"              |                    |
| 3.                 | Brandon McNulty     | UAE Team Emirates      | + 27"              |                    |
| 4.                 | Mathias Vacek       | Lidl-Trek              | + 28"              |                    |
| 5.                 | Frank van den Broek | Team DSM-Firmenich     | + 30"              |                    |
| 6.                 | Mathieu Burgaudeau  | TotalEnergies          | + 32"              |                    |
| 7.                 | Vinzent Dorn        | Bike Aid               | + 1' 00"           |                    |
| 8.                 | Mattéo Vercher      | TotalEnergies          | + 1' 22"           |                    |
| 9.                 | Rick Pluimers       | Tudor Pro Cycling Team | + 1' 30"           |                    |
| 10.                | Juri Hollmann       | Movistar Team          | + 1' 31"           |                    |

### Holdkonkurrencen
| Holdkonkurrence | Holdkonkurrence          | Holdkonkurrence | Holdkonkurrence |
| Hold            | Hold                     | Tid             |                 |
| --------------- | ------------------------ | --------------- | --------------- |
| 1.              | UAE Team Emirates        | 51t 05' 06"     |                 |
| 2.              | Team DSM-Firmenich       | + 8"            |                 |
| 3.              | Movistar Team            | + 11"           |                 |
| 4.              | Bora-Hansgrohe           | + 24"           |                 |
| 5.              | Lidl-Trek                | + 2' 28"        |                 |
| 6.              | Israel-Premier Tech      | + 2' 33"        |                 |
| 7.              | Bahrain Victorious       | + 4' 08"        |                 |
| 8.              | TotalEnergies            | + 4' 19"        |                 |
| 9.              | Intermarché-Circus-Wanty | + 6' 45"        |                 |
| 10.             | Soudal Quick-Step        | + 8' 37"        |                 |

## Hold og ryttere
| UCI WorldTeams (10)- Alpecin-Deceuninck - Bahrain Victorious - Bora-Hansgrohe - Ineos Grenadiers - Intermarché-Circus-Wanty - Lidl-Trek - Movistar Team - Soudal Quick-Step - Team DSM-Firmenich - UAE Team Emirates UCI ProTeams (6)- Israel-Premier Tech - Lotto Dstny - Q36.5 Pro Cycling Team - TotalEnergies - Tudor Pro Cycling Team - Uno-X Pro Cycling Team UCI Kontinentalhold (4)- Bike Aid - P&S Benotti - Rad-Net Oßwald - Saris Rouvy Sauerland Team |
| |

### Danske ryttere
| Danske ryttere på startlisten |                 |                        |           |
| Rygnummer                     | Rytter          | Hold                   | Placering |
| 41                            | Mads Pedersen   | Lidl-Trek              | 77        |
| 62                            | Jakob Fuglsang  | Israel-Premier Tech    | 25        |
| 104                           | Jacob Hindsgaul | Uno-X Pro Cycling Team | 93        |

* DNF = gennemførte ikke

### Startliste
| UAE Team Emirates UAD | UAE Team Emirates UAD               | UAE Team Emirates UAD |
| --------------------- | ----------------------------------- | --------------------- |
| Nr.                   | Rytter                              | Placering             |
| 1                     | Pascal Ackermann (GER)              | 69.                   |
| 2                     | George Bennett (NZL)                | 40.                   |
| 3                     | Felix Großschartner (AUT)           | 2.                    |
| 4                     | Vegard Stake Laengen (NOR)          | 41.                   |
| 5                     | Brandon McNulty (USA) (enkeltstart) | 12.                   |
| 6                     | Diego Ulissi (ITA)                  | 14.                   |

| Bahrain Victorious TBV | Bahrain Victorious TBV  | Bahrain Victorious TBV |
| ---------------------- | ----------------------- | ---------------------- |
| Nr.                    | Rytter                  | Placering              |
| 11                     | Pello Bilbao (ESP)      | 11.                    |
| 12                     | Yukiya Arashiro (JPN)   | 82.                    |
| 13                     | Nikias Arndt (GER)      | 34.                    |
| 14                     | Phil Bauhaus (GER)      | 67.                    |
| 15                     | Rainer Kepplinger (AUT) | 32.                    |
| 16                     | Cameron Scott (AUS)     | 95.                    |

| Movistar Team MOV | Movistar Team MOV                  | Movistar Team MOV |
| ----------------- | ---------------------------------- | ----------------- |
| Nr.               | Rytter                             | Placering         |
| 21                | Alex Aranburu (ESP)                | 5.                |
| 22                | Abner González (PUR)               | 50.               |
| 23                | Juri Hollmann (GER)                | 27.               |
| 24                | Gregor Mühlberger (AUT) (landevej) | 37.               |
| 25                | Sergio Samitier (ESP)              | DNF-1             |
| 26                | Iván Sosa (COL)                    | 59.               |

| Bora-Hansgrohe BOH | Bora-Hansgrohe BOH                 | Bora-Hansgrohe BOH |
| ------------------ | ---------------------------------- | ------------------ |
| Nr.                | Rytter                             | Placering          |
| 31                 | Nils Politt (GER) (enkeltstart)    | 9.                 |
| 32                 | Sam Bennett (IRL)                  | 61.                |
| 33                 | Patrick Gamper (AUT) (enkeltstart) | 38.                |
| 34                 | Marco Haller (AUT)                 | 29.                |
| 35                 | Maximilian Schachmann (GER)        | 35.                |
| 36                 | Danny van Poppel (NED)             | 3.                 |

| Lidl-Trek LTK | Lidl-Trek LTK                               | Lidl-Trek LTK |
| ------------- | ------------------------------------------- | ------------- |
| Nr.           | Rytter                                      | Placering     |
| 41            | Mads Pedersen (DEN)                         | 77.           |
| 42            | Nils Aebersold (SUI)                        | 79.           |
| 43            | Dario Cataldo (ITA)                         | 102.          |
| 44            | Alex Kirsch (LUX) (landevej og enkeltstart) | 21.           |
| 45            | Natnael Tesfatsion (ERI)                    | 30.           |
| 46            | Mathias Vacek (CZE) (landevej)              | 13.           |

| Soudal Quick-Step SOQ | Soudal Quick-Step SOQ | Soudal Quick-Step SOQ |
| --------------------- | --------------------- | --------------------- |
| Nr.                   | Rytter                | Placering             |
| 51                    | Dries Devenyns (BEL)  | 45.                   |
| 52                    | Mauro Schmid (SUI)    | 57.                   |
| 53                    | Jannik Steimle (GER)  | 62.                   |
| 54                    | Martin Svrček (SVK)   | 47.                   |
| 55                    | Ilan Van Wilder (BEL) | 1.                    |
| 56                    | Ethan Vernon (GBR)    | 53.                   |

| Israel-Premier Tech IPT | Israel-Premier Tech IPT | Israel-Premier Tech IPT |
| ----------------------- | ----------------------- | ----------------------- |
| Nr.                     | Rytter                  | Placering               |
| 61                      | Simon Clarke (AUS)      | 68.                     |
| 62                      | Jakob Fuglsang (DEN)    | 25.                     |
| 63                      | Mason Hollyman (GBR)    | 56.                     |
| 64                      | Nick Schultz (AUS)      | 31.                     |
| 65                      | Dylan Teuns (BEL)       | 10.                     |
| 66                      | Rick Zabel (GER)        | 73.                     |

| Lotto Dstny LTD | Lotto Dstny LTD           | Lotto Dstny LTD |
| --------------- | ------------------------- | --------------- |
| Nr.             | Rytter                    | Placering       |
| 71              | Mathijs Paasschens (NED)  | 36.             |
| 72              | Arjen Livyns (BEL)        | DNS-2           |
| 73              | Michael Schwarzmann (GER) | 80.             |
| 74              | Rüdiger Selig (GER)       | 97.             |
| 75              | Harry Sweeny (AUS)        | DNS-2           |
| 76              | Harm Vanhoucke (BEL)      | 72.             |

| Ineos Grenadiers IGD | Ineos Grenadiers IGD   | Ineos Grenadiers IGD |
| -------------------- | ---------------------- | -------------------- |
| Nr.                  | Rytter                 | Placering            |
| 81                   | Ethan Hayter (GBR)     | 81.                  |
| 82                   | Salvatore Puccio (ITA) | 70.                  |
| 83                   | Brandon Rivera (COL)   | 46.                  |
| 84                   | Luke Rowe (GBR)        | 84.                  |
| 85                   | Pavel Sivakov (FRA)    | 4.                   |

| Intermarché-Circus-Wanty ICW | Intermarché-Circus-Wanty ICW | Intermarché-Circus-Wanty ICW |
| ---------------------------- | ---------------------------- | ---------------------------- |
| Nr.                          | Rytter                       | Placering                    |
| 91                           | Georg Zimmermann (GER)       | 17.                          |
| 92                           | Lilian Calmejane (FRA)       | 15.                          |
| 93                           | Laurens Huys (BEL)           | 48.                          |
| 94                           | Madis Mihkels (EST)          | 44.                          |
| 95                           | Simone Petilli (ITA)         | DNF-2                        |
| 96                           | Adrien Petit (FRA)           | 78.                          |

| Uno-X Pro Cycling Team UXT | Uno-X Pro Cycling Team UXT       | Uno-X Pro Cycling Team UXT |
| -------------------------- | -------------------------------- | -------------------------- |
| Nr.                        | Rytter                           | Placering                  |
| 101                        | Alexander Kristoff (NOR)         | DNS-1                      |
| 102                        | Jonas Abrahamsen (NOR)           | 42.                        |
| 103                        | Anders Halland Johannessen (NOR) | 39.                        |
| 104                        | Jacob Hindsgaul (DEN)            | 92.                        |
| 105                        | Erik Nordsæter Resell (NOR)      | DNS-2                      |
| 106                        | Rasmus Tiller (NOR)              | 7.                         |

| Alpecin-Deceuninck ADC | Alpecin-Deceuninck ADC  | Alpecin-Deceuninck ADC |
| ---------------------- | ----------------------- | ---------------------- |
| Nr.                    | Rytter                  | Placering              |
| 111                    | Quinten Hermans (BEL)   | 8.                     |
| 112                    | Nicola Conci (ITA)      | 28.                    |
| 113                    | Michael Gogl (AUT)      | 51.                    |
| 114                    | Timo Kielich (BEL)      | DNS-3                  |
| 115                    | Alexander Krieger (GER) | DNS-4                  |
| 116                    | Oscar Riesebeek (NED)   | 76.                    |

| Team DSM-Firmenich DSM | Team DSM-Firmenich DSM        | Team DSM-Firmenich DSM |
| ---------------------- | ----------------------------- | ---------------------- |
| Nr.                    | Rytter                        | Placering              |
| 121                    | Florian Stork (GER)           | 19.                    |
| 122                    | Patrick Eddy (AUS)            | DNS-4                  |
| 123                    | Jonas Iversby Hvideberg (NOR) | 60.                    |
| 124                    | Marius Mayrhofer (GER)        | 52.                    |
| 125                    | Frank van den Broek (NED)     | 16.                    |
| 126                    | Kevin Vermaerke (USA)         | 6.                     |

| TotalEnergies TEN | TotalEnergies TEN        | TotalEnergies TEN |
| ----------------- | ------------------------ | ----------------- |
| Nr.               | Rytter                   | Placering         |
| 131               | Mathieu Burgaudeau (FRA) | 18.               |
| 132               | Fabien Grellier (FRA)    | 55.               |
| 133               | Émilien Jeannière (FRA)  | 49.               |
| 134               | Julien Simon (FRA)       | 33.               |
| 135               | Anthony Turgis (FRA)     | 43.               |
| 136               | Mattéo Vercher (FRA)     | 24.               |

| Tudor Pro Cycling Team TUD | Tudor Pro Cycling Team TUD  | Tudor Pro Cycling Team TUD |
| -------------------------- | --------------------------- | -------------------------- |
| Nr.                        | Rytter                      | Placering                  |
| 141                        | Arvid de Kleijn (NED)       | 93.                        |
| 142                        | Nils Brun (SUI)             | 54.                        |
| 143                        | Miká Heming (GER)           | 64.                        |
| 144                        | Rick Pluimers (NED)         | 26.                        |
| 145                        | Sébastien Reichenbach (SUI) | 20.                        |
| 146                        | Maikel Zijlaard (NED)       | 94.                        |

| Q36.5 Pro Cycling Team Q36 | Q36.5 Pro Cycling Team Q36         | Q36.5 Pro Cycling Team Q36 |
| -------------------------- | ---------------------------------- | -------------------------- |
| Nr.                        | Rytter                             | Placering                  |
| 151                        | Gianluca Brambilla (ITA)           | 23.                        |
| 152                        | Corey Davis (USA)                  | 74.                        |
| 153                        | Matteo Moschetti (ITA)             | 96.                        |
| 154                        | Nicolò Parisini (ITA)              | 71.                        |
| 155                        | Antonio Puppio (ITA)               | 103.                       |
| 156                        | Nickolas Zukowsky (CAN) (landevej) | DNS-3                      |

| Saris Rouvy Sauerland Team SVL | Saris Rouvy Sauerland Team SVL | Saris Rouvy Sauerland Team SVL |
| ------------------------------ | ------------------------------ | ------------------------------ |
| Nr.                            | Rytter                         | Placering                      |
| 161                            | Dominik Bauer (GER)            | 107.                           |
| 162                            | Julian Borresch (GER)          | 83.                            |
| 163                            | Silas Köch (GER)               | 91.                            |
| 164                            | Jonathan Rottmann (GER)        | 104.                           |
| 165                            | Jan-Marc Temmen (GER)          | 89.                            |
| 166                            | Lennart Voege (GER)            | 88.                            |

| Bike Aid BAI | Bike Aid BAI             | Bike Aid BAI |
| ------------ | ------------------------ | ------------ |
| Nr.          | Rytter                   | Placering    |
| 171          | Dawit Yemane (ERI)       | 65.          |
| 172          | Vinzent Dorn (GER)       | 22.          |
| 173          | Pirmin Eisenbarth (GER)  | 99.          |
| 174          | Oliver Mattheis (GER)    | 63.          |
| 175          | Philip Meiser (GER)      | 101.         |
| 176          | Jasper Levi Pahlke (GER) | 106.         |

| P&S Benotti PUS | P&S Benotti PUS        | P&S Benotti PUS |
| --------------- | ---------------------- | --------------- |
| Nr.             | Rytter                 | Placering       |
| 181             | Tobias Nolde (GER)     | 85.             |
| 183             | Albert Gathemann (GER) | 100.            |
| 184             | Jannis Peter (GER)     | 58.             |
| 185             | Dominik Röber (GER)    | 66.             |
| 186             | Luke Wilk (GER)        | 87.             |

| Rad-Net Oßwald RNO | Rad-Net Oßwald RNO        | Rad-Net Oßwald RNO |
| ------------------ | ------------------------- | ------------------ |
| Nr.                | Rytter                    | Placering          |
| 191                | Vincent John (GER)        | 86.                |
| 192                | Tobias Buck-Gramcko (GER) | 108.               |
| 193                | Moritz Czasa (GER)        | 105.               |
| 194                | Philipp Gebhardt (GER)    | DNF-4              |
| 195                | Luca Martin (GER)         | 90.                |
| 196                | Theo Reinhardt (GER)      | 98.                |

| UAE Team Emirates UAD | UAE Team Emirates UAD               | UAE Team Emirates UAD |
| --------------------- | ----------------------------------- | --------------------- |
| Nr.                   | Rytter                              | Placering             |
| 1                     | Pascal Ackermann (GER)              | 69.                   |
| 2                     | George Bennett (NZL)                | 40.                   |
| 3                     | Felix Großschartner (AUT)           | 2.                    |
| 4                     | Vegard Stake Laengen (NOR)          | 41.                   |
| 5                     | Brandon McNulty (USA) (enkeltstart) | 12.                   |
| 6                     | Diego Ulissi (ITA)                  | 14.                   |

| Bahrain Victorious TBV | Bahrain Victorious TBV  | Bahrain Victorious TBV |
| ---------------------- | ----------------------- | ---------------------- |
| Nr.                    | Rytter                  | Placering              |
| 11                     | Pello Bilbao (ESP)      | 11.                    |
| 12                     | Yukiya Arashiro (JPN)   | 82.                    |
| 13                     | Nikias Arndt (GER)      | 34.                    |
| 14                     | Phil Bauhaus (GER)      | 67.                    |
| 15                     | Rainer Kepplinger (AUT) | 32.                    |
| 16                     | Cameron Scott (AUS)     | 95.                    |

| Movistar Team MOV | Movistar Team MOV                  | Movistar Team MOV |
| ----------------- | ---------------------------------- | ----------------- |
| Nr.               | Rytter                             | Placering         |
| 21                | Alex Aranburu (ESP)                | 5.                |
| 22                | Abner González (PUR)               | 50.               |
| 23                | Juri Hollmann (GER)                | 27.               |
| 24                | Gregor Mühlberger (AUT) (landevej) | 37.               |
| 25                | Sergio Samitier (ESP)              | DNF-1             |
| 26                | Iván Sosa (COL)                    | 59.               |

| Bora-Hansgrohe BOH | Bora-Hansgrohe BOH                 | Bora-Hansgrohe BOH |
| ------------------ | ---------------------------------- | ------------------ |
| Nr.                | Rytter                             | Placering          |
| 31                 | Nils Politt (GER) (enkeltstart)    | 9.                 |
| 32                 | Sam Bennett (IRL)                  | 61.                |
| 33                 | Patrick Gamper (AUT) (enkeltstart) | 38.                |
| 34                 | Marco Haller (AUT)                 | 29.                |
| 35                 | Maximilian Schachmann (GER)        | 35.                |
| 36                 | Danny van Poppel (NED)             | 3.                 |

| Lidl-Trek LTK | Lidl-Trek LTK                               | Lidl-Trek LTK |
| ------------- | ------------------------------------------- | ------------- |
| Nr.           | Rytter                                      | Placering     |
| 41            | Mads Pedersen (DEN)                         | 77.           |
| 42            | Nils Aebersold (SUI)                        | 79.           |
| 43            | Dario Cataldo (ITA)                         | 102.          |
| 44            | Alex Kirsch (LUX) (landevej og enkeltstart) | 21.           |
| 45            | Natnael Tesfatsion (ERI)                    | 30.           |
| 46            | Mathias Vacek (CZE) (landevej)              | 13.           |

| Soudal Quick-Step SOQ | Soudal Quick-Step SOQ | Soudal Quick-Step SOQ |
| --------------------- | --------------------- | --------------------- |
| Nr.                   | Rytter                | Placering             |
| 51                    | Dries Devenyns (BEL)  | 45.                   |
| 52                    | Mauro Schmid (SUI)    | 57.                   |
| 53                    | Jannik Steimle (GER)  | 62.                   |
| 54                    | Martin Svrček (SVK)   | 47.                   |
| 55                    | Ilan Van Wilder (BEL) | 1.                    |
| 56                    | Ethan Vernon (GBR)    | 53.                   |

| Israel-Premier Tech IPT | Israel-Premier Tech IPT | Israel-Premier Tech IPT |
| ----------------------- | ----------------------- | ----------------------- |
| Nr.                     | Rytter                  | Placering               |
| 61                      | Simon Clarke (AUS)      | 68.                     |
| 62                      | Jakob Fuglsang (DEN)    | 25.                     |
| 63                      | Mason Hollyman (GBR)    | 56.                     |
| 64                      | Nick Schultz (AUS)      | 31.                     |
| 65                      | Dylan Teuns (BEL)       | 10.                     |
| 66                      | Rick Zabel (GER)        | 73.                     |

| Lotto Dstny LTD | Lotto Dstny LTD           | Lotto Dstny LTD |
| --------------- | ------------------------- | --------------- |
| Nr.             | Rytter                    | Placering       |
| 71              | Mathijs Paasschens (NED)  | 36.             |
| 72              | Arjen Livyns (BEL)        | DNS-2           |
| 73              | Michael Schwarzmann (GER) | 80.             |
| 74              | Rüdiger Selig (GER)       | 97.             |
| 75              | Harry Sweeny (AUS)        | DNS-2           |
| 76              | Harm Vanhoucke (BEL)      | 72.             |

| Ineos Grenadiers IGD | Ineos Grenadiers IGD   | Ineos Grenadiers IGD |
| -------------------- | ---------------------- | -------------------- |
| Nr.                  | Rytter                 | Placering            |
| 81                   | Ethan Hayter (GBR)     | 81.                  |
| 82                   | Salvatore Puccio (ITA) | 70.                  |
| 83                   | Brandon Rivera (COL)   | 46.                  |
| 84                   | Luke Rowe (GBR)        | 84.                  |
| 85                   | Pavel Sivakov (FRA)    | 4.                   |

| Intermarché-Circus-Wanty ICW | Intermarché-Circus-Wanty ICW | Intermarché-Circus-Wanty ICW |
| ---------------------------- | ---------------------------- | ---------------------------- |
| Nr.                          | Rytter                       | Placering                    |
| 91                           | Georg Zimmermann (GER)       | 17.                          |
| 92                           | Lilian Calmejane (FRA)       | 15.                          |
| 93                           | Laurens Huys (BEL)           | 48.                          |
| 94                           | Madis Mihkels (EST)          | 44.                          |
| 95                           | Simone Petilli (ITA)         | DNF-2                        |
| 96                           | Adrien Petit (FRA)           | 78.                          |

| Uno-X Pro Cycling Team UXT | Uno-X Pro Cycling Team UXT       | Uno-X Pro Cycling Team UXT |
| -------------------------- | -------------------------------- | -------------------------- |
| Nr.                        | Rytter                           | Placering                  |
| 101                        | Alexander Kristoff (NOR)         | DNS-1                      |
| 102                        | Jonas Abrahamsen (NOR)           | 42.                        |
| 103                        | Anders Halland Johannessen (NOR) | 39.                        |
| 104                        | Jacob Hindsgaul (DEN)            | 92.                        |
| 105                        | Erik Nordsæter Resell (NOR)      | DNS-2                      |
| 106                        | Rasmus Tiller (NOR)              | 7.                         |

| Alpecin-Deceuninck ADC | Alpecin-Deceuninck ADC  | Alpecin-Deceuninck ADC |
| ---------------------- | ----------------------- | ---------------------- |
| Nr.                    | Rytter                  | Placering              |
| 111                    | Quinten Hermans (BEL)   | 8.                     |
| 112                    | Nicola Conci (ITA)      | 28.                    |
| 113                    | Michael Gogl (AUT)      | 51.                    |
| 114                    | Timo Kielich (BEL)      | DNS-3                  |
| 115                    | Alexander Krieger (GER) | DNS-4                  |
| 116                    | Oscar Riesebeek (NED)   | 76.                    |

| Team DSM-Firmenich DSM | Team DSM-Firmenich DSM        | Team DSM-Firmenich DSM |
| ---------------------- | ----------------------------- | ---------------------- |
| Nr.                    | Rytter                        | Placering              |
| 121                    | Florian Stork (GER)           | 19.                    |
| 122                    | Patrick Eddy (AUS)            | DNS-4                  |
| 123                    | Jonas Iversby Hvideberg (NOR) | 60.                    |
| 124                    | Marius Mayrhofer (GER)        | 52.                    |
| 125                    | Frank van den Broek (NED)     | 16.                    |
| 126                    | Kevin Vermaerke (USA)         | 6.                     |

| TotalEnergies TEN | TotalEnergies TEN        | TotalEnergies TEN |
| ----------------- | ------------------------ | ----------------- |
| Nr.               | Rytter                   | Placering         |
| 131               | Mathieu Burgaudeau (FRA) | 18.               |
| 132               | Fabien Grellier (FRA)    | 55.               |
| 133               | Émilien Jeannière (FRA)  | 49.               |
| 134               | Julien Simon (FRA)       | 33.               |
| 135               | Anthony Turgis (FRA)     | 43.               |
| 136               | Mattéo Vercher (FRA)     | 24.               |

| Tudor Pro Cycling Team TUD | Tudor Pro Cycling Team TUD  | Tudor Pro Cycling Team TUD |
| -------------------------- | --------------------------- | -------------------------- |
| Nr.                        | Rytter                      | Placering                  |
| 141                        | Arvid de Kleijn (NED)       | 93.                        |
| 142                        | Nils Brun (SUI)             | 54.                        |
| 143                        | Miká Heming (GER)           | 64.                        |
| 144                        | Rick Pluimers (NED)         | 26.                        |
| 145                        | Sébastien Reichenbach (SUI) | 20.                        |
| 146                        | Maikel Zijlaard (NED)       | 94.                        |

| Q36.5 Pro Cycling Team Q36 | Q36.5 Pro Cycling Team Q36         | Q36.5 Pro Cycling Team Q36 |
| -------------------------- | ---------------------------------- | -------------------------- |
| Nr.                        | Rytter                             | Placering                  |
| 151                        | Gianluca Brambilla (ITA)           | 23.                        |
| 152                        | Corey Davis (USA)                  | 74.                        |
| 153                        | Matteo Moschetti (ITA)             | 96.                        |
| 154                        | Nicolò Parisini (ITA)              | 71.                        |
| 155                        | Antonio Puppio (ITA)               | 103.                       |
| 156                        | Nickolas Zukowsky (CAN) (landevej) | DNS-3                      |

| Saris Rouvy Sauerland Team SVL | Saris Rouvy Sauerland Team SVL | Saris Rouvy Sauerland Team SVL |
| ------------------------------ | ------------------------------ | ------------------------------ |
| Nr.                            | Rytter                         | Placering                      |
| 161                            | Dominik Bauer (GER)            | 107.                           |
| 162                            | Julian Borresch (GER)          | 83.                            |
| 163                            | Silas Köch (GER)               | 91.                            |
| 164                            | Jonathan Rottmann (GER)        | 104.                           |
| 165                            | Jan-Marc Temmen (GER)          | 89.                            |
| 166                            | Lennart Voege (GER)            | 88.                            |

| Bike Aid BAI | Bike Aid BAI             | Bike Aid BAI |
| ------------ | ------------------------ | ------------ |
| Nr.          | Rytter                   | Placering    |
| 171          | Dawit Yemane (ERI)       | 65.          |
| 172          | Vinzent Dorn (GER)       | 22.          |
| 173          | Pirmin Eisenbarth (GER)  | 99.          |
| 174          | Oliver Mattheis (GER)    | 63.          |
| 175          | Philip Meiser (GER)      | 101.         |
| 176          | Jasper Levi Pahlke (GER) | 106.         |

| P&S Benotti PUS | P&S Benotti PUS        | P&S Benotti PUS |
| --------------- | ---------------------- | --------------- |
| Nr.             | Rytter                 | Placering       |
| 181             | Tobias Nolde (GER)     | 85.             |
| 183             | Albert Gathemann (GER) | 100.            |
| 184             | Jannis Peter (GER)     | 58.             |
| 185             | Dominik Röber (GER)    | 66.             |
| 186             | Luke Wilk (GER)        | 87.             |

| Rad-Net Oßwald RNO | Rad-Net Oßwald RNO        | Rad-Net Oßwald RNO |
| ------------------ | ------------------------- | ------------------ |
| Nr.                | Rytter                    | Placering          |
| 191                | Vincent John (GER)        | 86.                |
| 192                | Tobias Buck-Gramcko (GER) | 108.               |
| 193                | Moritz Czasa (GER)        | 105.               |
| 194                | Philipp Gebhardt (GER)    | DNF-4              |
| 195                | Luca Martin (GER)         | 90.                |
| 196                | Theo Reinhardt (GER)      | 98.                |